# Georg Lewenton

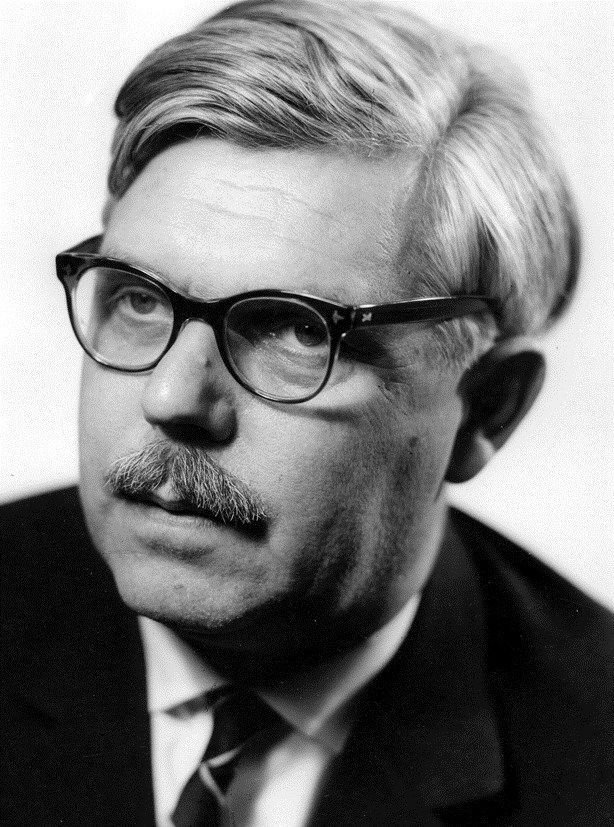
Georg Lewenton

Georg Lewenton (* 5. Juni 1902 in Berlin; † 17. November 1988 in Heidelberg) war ein deutscher Bauingenieur, Lehrstuhlinhaber und Kulturpolitiker.

## Leben

### Beruflicher Werdegang
Lewentons Vater war Sohn eines jüdischen Apothekers in Jalta, der als Journalist russische Zeitungen in Berlin vertrat; seine Mutter war Berlinerin, Christin und früh verwaist. Nach dem Abitur 1921 am Joachim-Friedrich-Gymnasium in Berlin, studierte Lewenton Bauingenieurwesen an der TH Berlin-Charlottenburg. Zu seinen Lehrern zählten u. a. Heinrich Müller-Breslau und August Hertwig. Nach dem Diplomexamen 1926 empfahl Hertwig Lewenton sich als Statiker bei der Harkort’sche Fabrik in Duisburg-Hochfeld zu bewerben. Die Brückenbauanstalt Gesellschaft Harkort, war eine der führenden deutschen Firmen auf dem Gebiet des Stahlbrücken- und Stahlhochbaus. Dort betreute Lewenton u. a. von 1926 bis 1929 die Erweiterung der Norderelbebrücke in Hamburg und setzte seine Idee um, die Bögen der neuen Brücke vollwandig auszuführen. Schon bald stieg er zum Oberingenieur auf, wechselte aber 1932 zur Kölner Humboldt-Deutzmotoren AG, die sich auch mit dem Entwurf, der Fertigung und Montage von Stahlkonstruktionen befasste. Danach wirkte Lewenton als Oberingenieur bei der Norddeutschen Maschinenfabrik GmbH (Nomag) in Hamborn, verlor aber im Gefolge der Reichspogromnacht im November 1938 aufgrund der nazistischen Rassengesetze seine Stellung. So gründete er 1939 in Duisburg das Ingenieurbüro Lewenton für „Entwurf und Statik von Stahlbauten“, das heute unter dem Namen LWS Ingenieurgesellschaft für Tragwerksplanung mbH firmiert.
Lewentons erster Auftrag war die Gesamtplanung der Maschinenhalle der Firma Sack in Düsseldorf-Rath, einer Halle mit einer Stahltonnage von 1500 t einschließlich sämtlicher Schwerlastkrane und der Gründungen. Seinem Einmannbüro gelang es mit Hilfe einiger Konstrukteure alle Konstruktionszeichnungen werkstattreif anzufertigen. Später folgten Aufträge eines Wiener Werkes, so dass er die letzten Kriegsjahre mit seiner Ehefrau Johanna und Sohn Michael in Wien verbrachte und im Sommer 1945 nach Duisburg zurückkehrte. Lewentons Eltern konnten noch rechtzeitig emigrieren.
Nach 1945 wirkte Lewentons Ingenieurbüro mit großem Erfolg an der Planung und Prüfung von Tragwerken im Stahlbrücken- und Hochbau von prominenten Bauwerken der Nachkriegsmoderne in der Bundesrepublik Deutschland mit. So sah sein 1951 mit dem MAN Werk Gustavsburg erarbeiteten Entwurf für die Straßenbrücke über den Rhein zwischen Duisburg-Ruhrort und Homberg eine Schrägseilbrücke vor, ein innovatives System, das auch die konkurrierenden Bauingenieure Franz Dischinger und Fritz Leonhardt vorschlugen. Duisburg entschied sich aber für eine konventionelle Hängebrücke, die 1954 eingeweiht wurde, für die aber Lewenton die statisch-konstruktive Prüfung übernahm. Neben Lewentons Beratertätigkeit für Firmen wie die MAN Gustavsburg, Demag und Mannesmann, entfaltete er im Hochbau eine fruchtbare Zusammenarbeit mit Architekten wie Egon Eiermann, Sep Ruf, Harald Deilmann, Hans Schwippert und Manfred Lehmbruck. Eine wichtige Rolle spielte dabei der 1950 von Lewenton in sein Ingenieurbüro eingestellte Ernst Werner, der 1962 zum Prüfingenieur bestellt wurde und als Partner dem Büro bis zu seinem Tode im Jahr 1990 treu blieb. 1970 verstärkte Lothar Schwarz das Führungsteam des Ingenieurbüros und wirkte bis 2000 für die Duisburger LWS Ingenieurgesellschaft für Tragwerksplanung mbH.
Lewentons bekannte fachliche Kompetenz brachte es mit sich, dass ihm der erste Vorsitz der 1960 neu gegründeten Bundesvereinigung der Prüfingenieure für Baustatik (seit 1998: BVPI – Bundesvereinigung der Prüfingenieure für Bautechnik e.V.) angetragen wurde.
1962 wurde Lewenton auf Vorschlag von Eiermann auf den neugeschaffenen Lehrstuhl „Baustatik für Architekten“ an die Architekturfakultät der TH Karlsruhe berufen. Für dieses Lehrgebiet führte Lewentons wissenschaftlicher Hauptassistent Wolfgang Brennecke 1965 die Bezeichnung „Tragwerkslehre“ ein, die sich alsbald im deutschsprachigen Raum durchsetzen sollte. Lewentons Lehrstuhl richtete sein Hauptaugenmerk auf die Integration von Tragwerkskonzeption und dem gestalterischen Entwurf, eine Zielsetzung, die zum Markenzeichen der Tragwerkslehre avancierte und in Karlsruhe von Lewentons Nachfolger Fritz Wenzel von 1967 bis 1998 am Institut für Tragkonstruktionen weiterentwickelt wurde. An diesem Institut vertrat Lewenton noch das Fach „Stahlbau für Architekten“, aus dem er mit Ernst Werner das zweibändige Taschenbuch „Einführung in den Stahlhochbau“ entwickelte, das mehrere Auflagen erlebte.
Lewenton fand am 25. November 1988 im Waldfriedhof in Duisburg seine letzte Ruhestätte.

### Kulturpolitiker
Lewenton trat 1945 in die SPD ein und engagierte sich ab 1948 zuerst als bürgerschaftliches Mitglied des Kulturausschusses der Stadt Duisburg und von 1959 bis 1969 als Ratsmitglied und Ausschussvorsitzender. Auch gehörte er dem Verwaltungsrat der Deutschen Oper am Rhein an – einer Theatergemeinschaft der Städte Düsseldorf und Duisburg.
Unter seiner Ägide als Vorsitzender des Kulturausschusses entstand das Wilhelm-Lehmbruck-Museum der Stadt Duisburg, das am 5. Juni 1964, als Lewenton sein 62. Lebensjahr vollendete, seine Pforte öffnete. In seiner Laudatio auf Lewenton führte der damalige Oberbürgermeister der Stadt Duisburg, August Seeling, auf der Festsitzung des Rats der Stadt Duisburg am 3. November aus: „Er war Motor in allen Fragen des kulturellen und des künstlerischen Lebens unserer Stadt“. Vom 20. Juni bis 30. Juli 1972 fand die Ausstellung der Sammlung Lewenton im Wilhelm-Lehmbruck-Museum statt. In der Ausstellung waren Arbeiten von Max Beckmann, Marc Chagall, Emil Cimiotti, Salvador Dalí, Werner Gilles, HAP Grieshaber, George Grosz, Erich Heckel, Fritz Grasshoff, Adolf de Haer, Ernst Ludwig Kirchner, Max Slevogt, Berto Lardera, Friedrich Werthmann, um nur einige zu nennen, zu sehen. Der Freund und Sammler moderner Kunst Lewenton zog jedoch eine klare Grenze, die er nicht überschritt: „Wenn jemand mit Fett arbeiten muß oder Lämmer schlachtet, so ist das seine Sache. Da passe ich“.

## Ausgewählte Bauwerke
Auswahl der Bauwerke an denen Lewenton maßgeblich beteiligt war
- 1939: Maschinen- und Montagehalle der Maschinenfabrik Sack in Düsseldorf-Rath (Entwurf, Statik und Konstruktion)
- 1947/48: Dauerbehelfsbrücke über den Rhein zwischen Düsseldorf und Oberkassel (Berater der Fa. Demag beim Entwurf der Behelfsbrücke)
- 1949/50: Straßenbrücke über den Rhein zwischen Duisburg und Rheinhausen (Berater der Fa. Demag beim Entwurf)
- 1953/54: Straßenbrücke über den Rhein zwischen Duisburg-Ruhrort und Homberg (Prüfingenieur)
- 1954/55: Blockwalzwerk in Belo Horizonte, Brasilien (Berater und Prüfer im Auftrag der Mannesmann AG)
- 1954–1956: Mannesmannhochhaus in Düsseldorf (Architekt: Paul Schneider-Esleben und Herbert Knothe; Tragwerksplanung: Ingenieurbüro Lewenton)
- 1958: Haus der Wissenschaften, Düsseldorf (Architektur: Hans Schwippert; Tragwerksplanung: Ingenieurbüro Lewenton)
- Deutscher Pavillon auf der Weltausstellung Brüssel 1958 (Architektur: Egon Eiermann und Sep Ruf; Tragwerksplanung: Ingenieurbüro Lewenton)
- 1958/59: Aggertalklinik, Engelskirchen (Architektur: Harald Deilmann; Tragwerksplanung: Ingenieurbüro Lewenton)
- 1959–1964: Wilhelm-Lehmbruck-Museum der Stadt Duisburg (Architektur: Manfred Lehmbruck; Tragwerksplanung: Ingenieurbüro Lewenton)
- 1960/61: Mercator-Halle, Duisburg (Architektur: Architekten Graubner, Stumpf, Voigtländer; Tragwerksplanung: Ingenieurbüro Lewenton)
- 1960/61: Kalderoni-Haus, Duisburg (Architektur: Architekt Mägde, Kronberg; Tragwerksplanung: Ingenieurbüro Lewenton)
- 1960–1963: „Berliner Brücke“ über Ruhr und Häfen in Duisburg im Zuge der Stadtautobahn „Nord-Süd-Straße“ (Beratung Massivbau: Helmut Domke; Beratung Stahlbau: Ingenieurbüro Lewenton)
- 1962/63: Stadiontribüne in Duisburg-Wedau (Architektur: Architekt Franz Kurowski und Hochbauamt der Stadt Duisburg; Tragwerksplanung: Ingenieurbüro Lewenton)
- 1962–1966: Zoobrücke, Straßenbrücke über den Rhein in Köln (Architektur: Gerd Lohmer; Prüfingenieur: Georg Lewenton)
- 1966/67: Stadtwerketurm, Duisburg (Tragwerksplanung: Ingenieurbüro Lewenton)
- 1966–1968: Abgeordnetenhaus in Bonn (Architektur: Egon Eiermann; Tragwerksplanung: Ingenieurbüro Lewenton)
- 1967–1969: Bundesschatzministerium in Bonn-Bad Godesberg (Architektur: Bundesbaudirektion; Tragwerksplanung: Ingenieurbüro Lewenton, Werner, Schwarz)
- 1967–1970: Dienstgebäude der Deutschen Bundesbank, Frankfurt/Main (Architektur: Architekten Apel, Beckert und Becker; Tragwerksplanung: Ingenieurbüro Lewenton, Werner, Schwarz)
- 1967–1972: Olympiadach in München (Architektur: Benisch & Partner; Ingenieurmäßige Beurteilung des Daches in der Vorentwurfsphase: Georg Lewenton, Duisburg; Hubert Rüsch, München; René Sarger, Paris; Fred Severud, New York)
- 1968/69: Bundesinnenministerium in Bonn (Vorentwurf: Bundesbaudirektion; Entwurf und Gesamtplanung: Ingenieurbüro Lewenton, Werner, Schwarz in Arbeitsgemeinschaft mit den Architekten „Planungsgruppe Stieldorf“)
- 1968–1971: Hauptverwaltung der IBM Deutschland in Stuttgart-Vaihingen (Architektur: Egon Eiermann; Tragwerksplanung: Ingenieurbüro Lewenton, Werner, Schwarz)
- 1969/70: Kanalbrücken im Zuge des Rhein-Main-Donau-Kanals über die Rednitz und die Zenn (Beratung der Firmen MAN Gustavsburg und Rheinstahl AG durch das Ingenieurbüro Lewenton, Werner, Schwarz)
- 1969–1971: Verwaltungs- und Schulungszentrum der Deutsche Olivetti GmbH in Frankfurt/Main (Architektur: Egon Eiermann; Tragwerksplanung: Ingenieurbüro Lewenton, Werner, Schwarz)
- 1970/71: Betriebsforschungsinstitut in Düsseldorf (Entwurf und Gesamtplanung: Ingenieurbüro Lewenton, Werner, Schwarz in Arbeitsgemeinschaft mit den Architekten Hitzbleck, Meyer, Rinne, Düsseldorf)

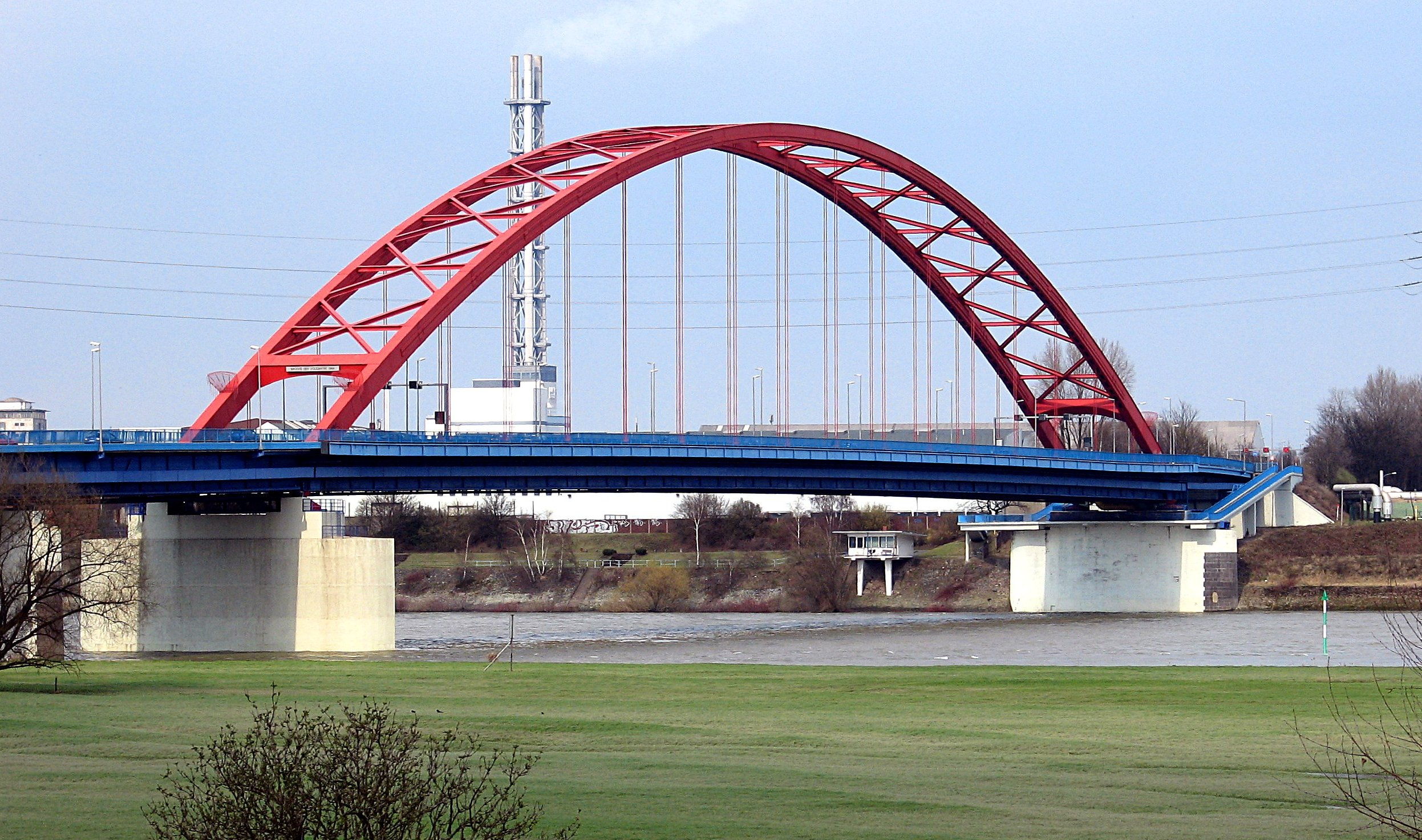
Brücke der Solidarität zwischen Duisburg und Rheinhausen
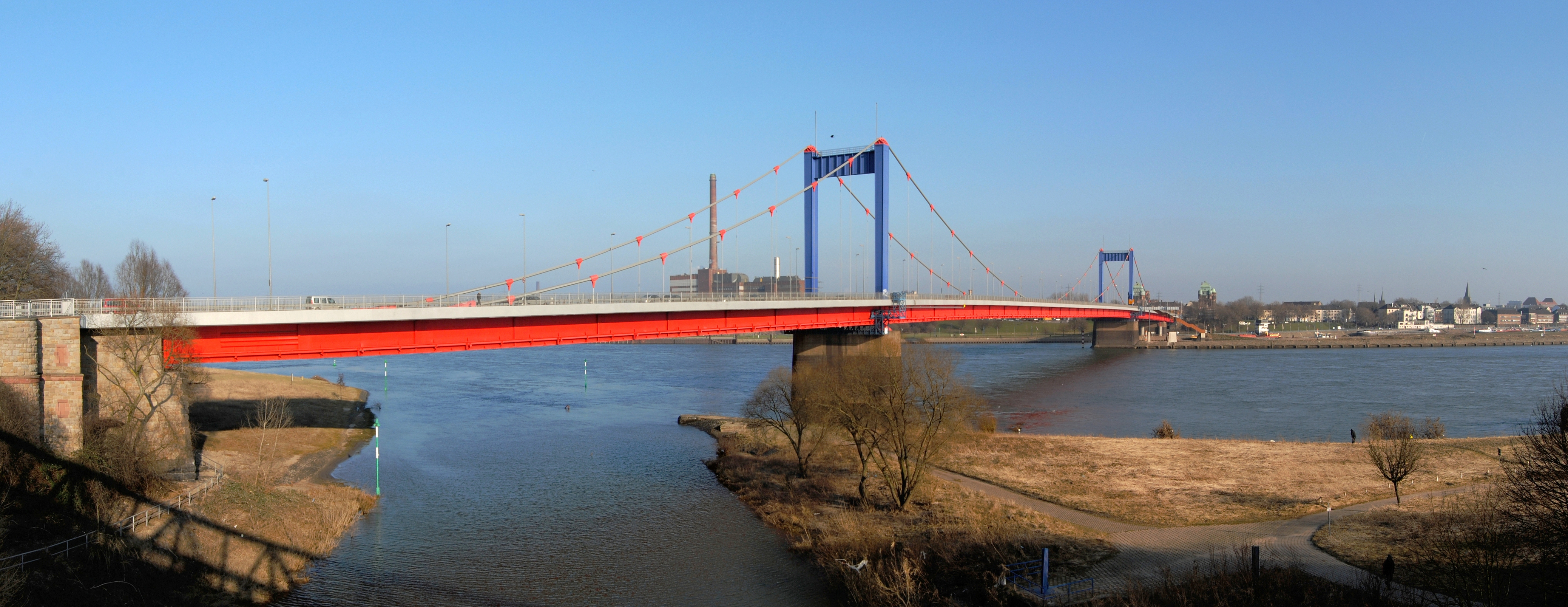
Friedrich-Ebert-Brücke zwischen Duisburg-Ruhrort und Homberg
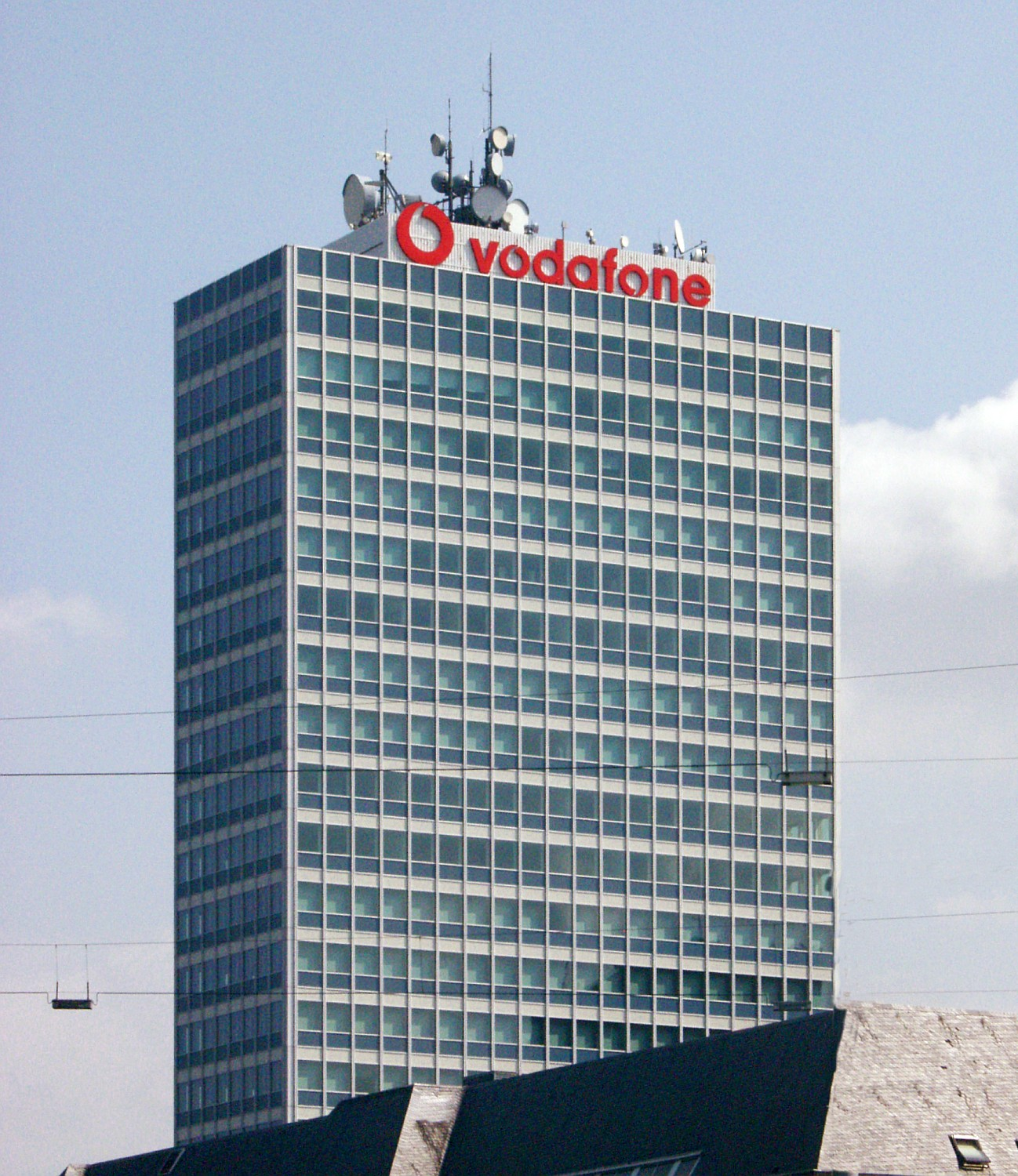
Mannesmann-Hochhaus
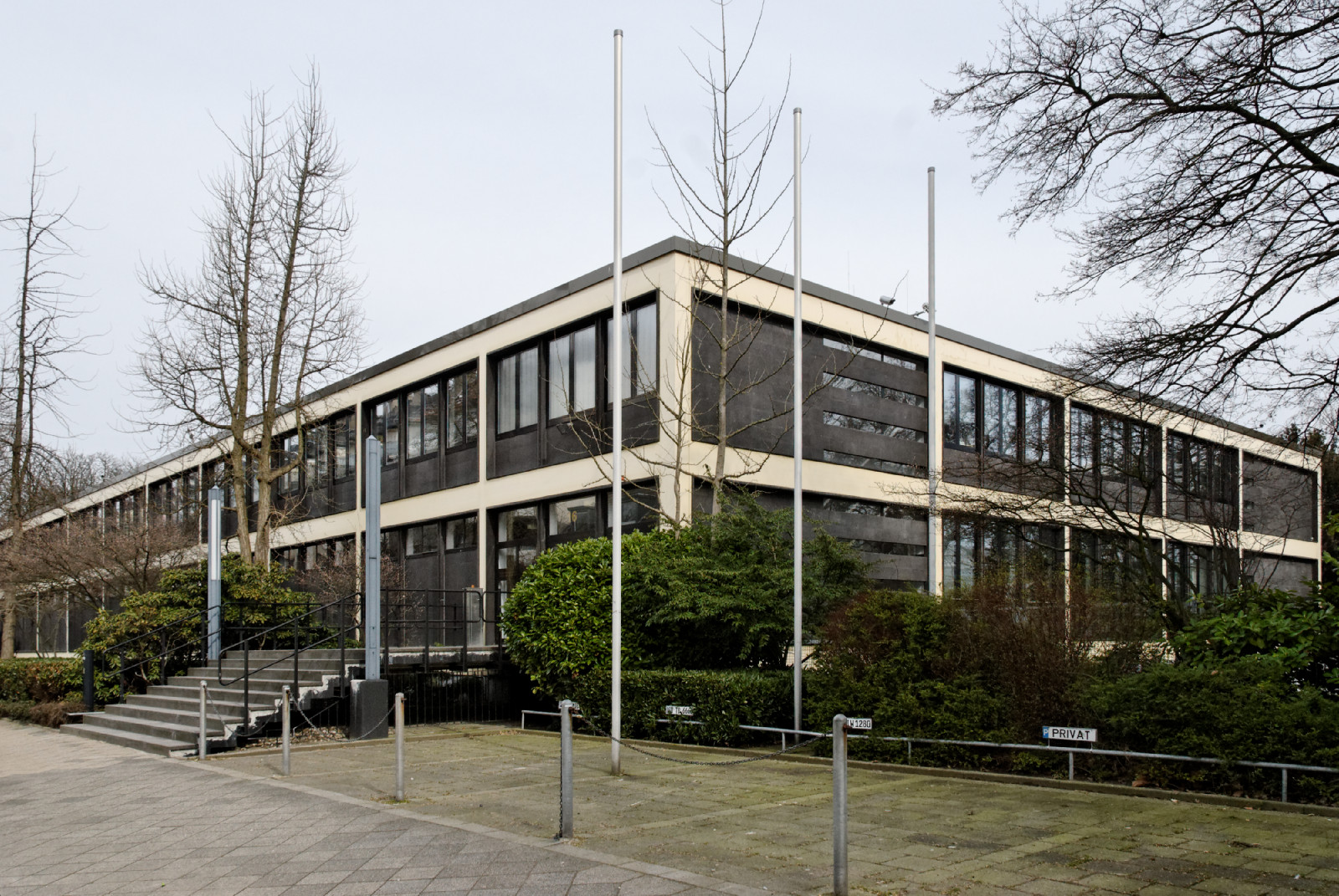
Karl-Arnold-Haus – Haus der Wissenschaften
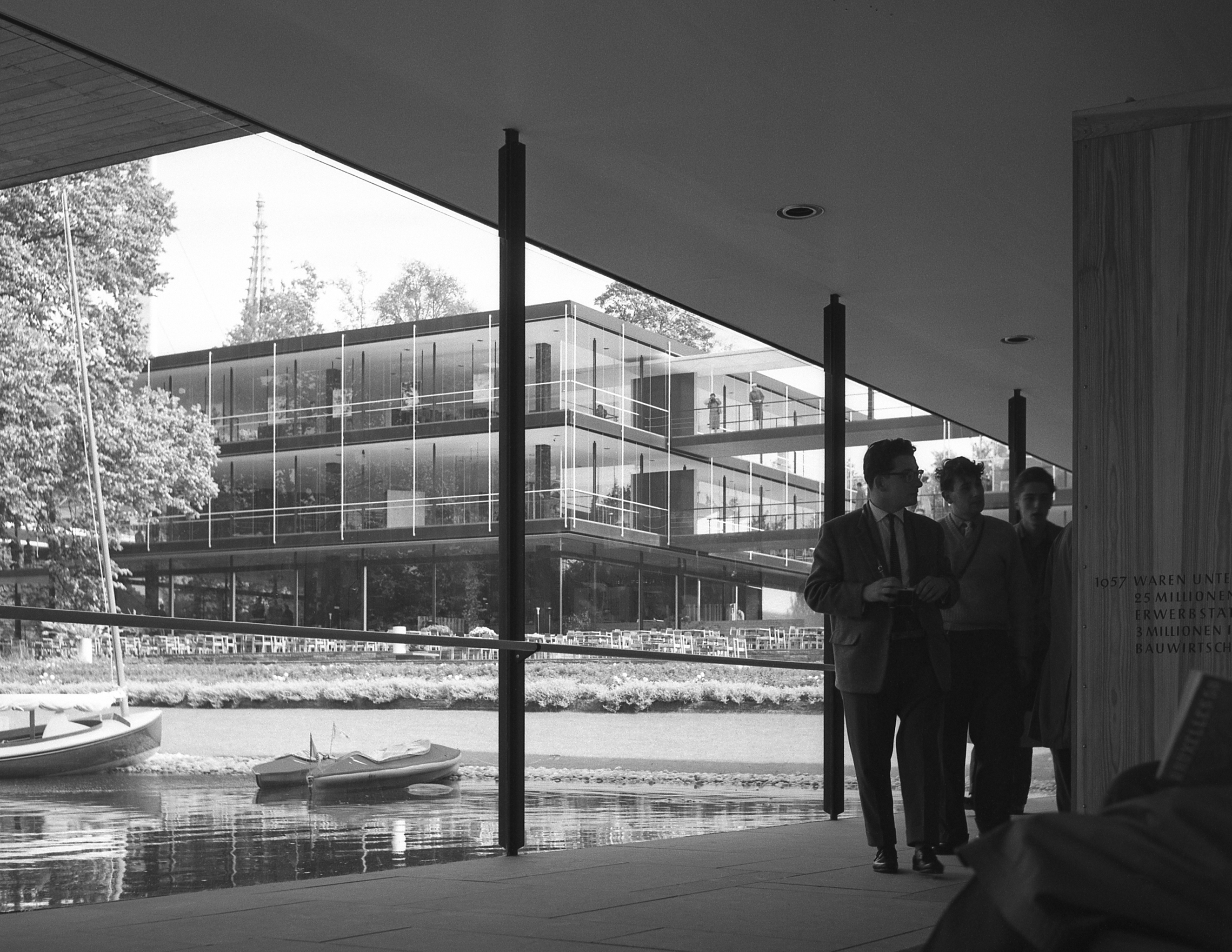
Deutscher Pavillon Expo 58
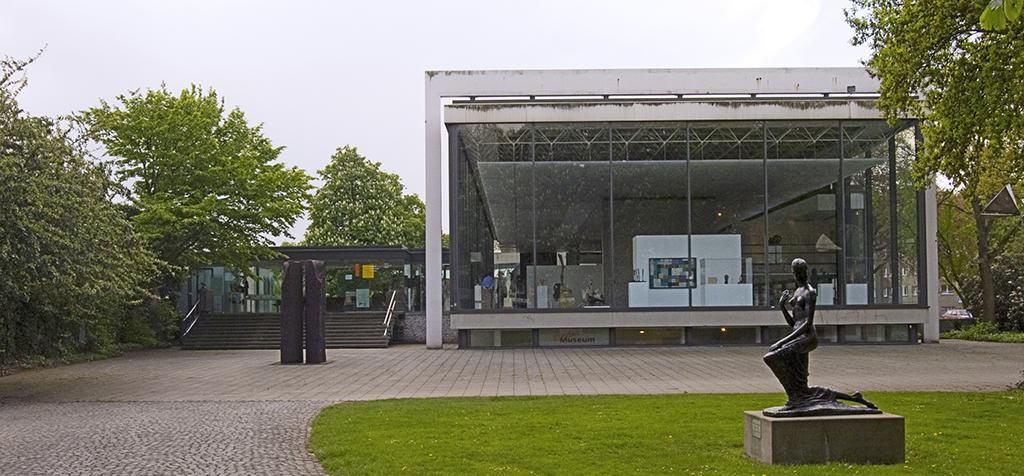
Lehmbruck-Museum
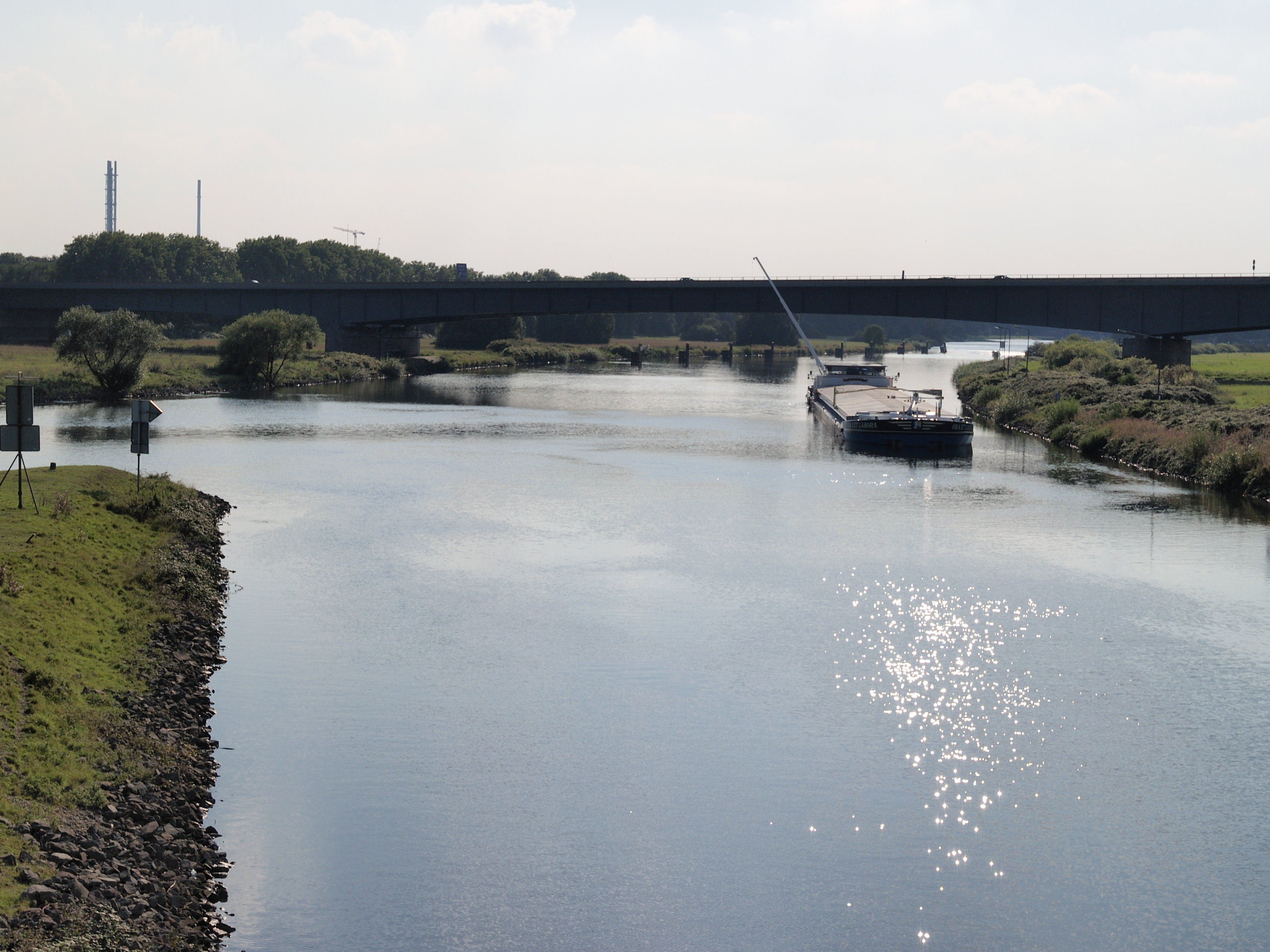
Berliner Brücke
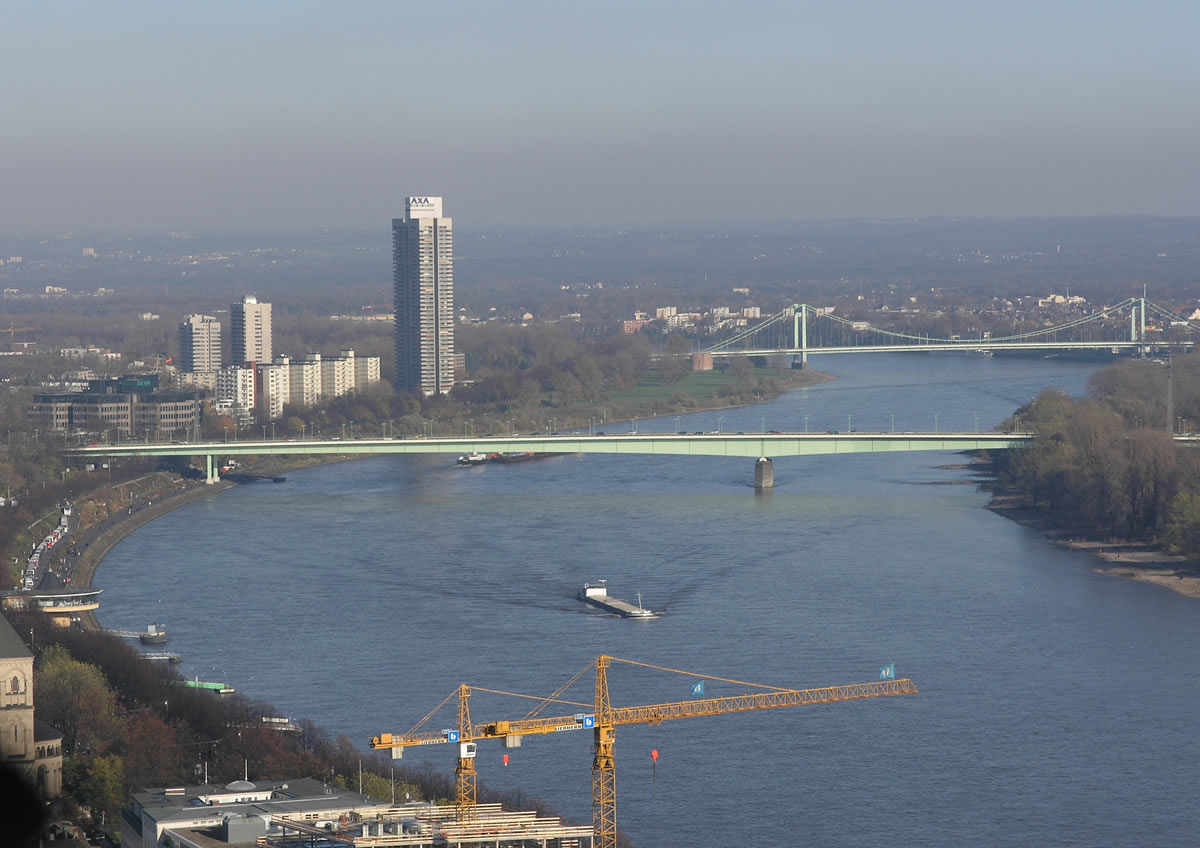
Zoobrücke
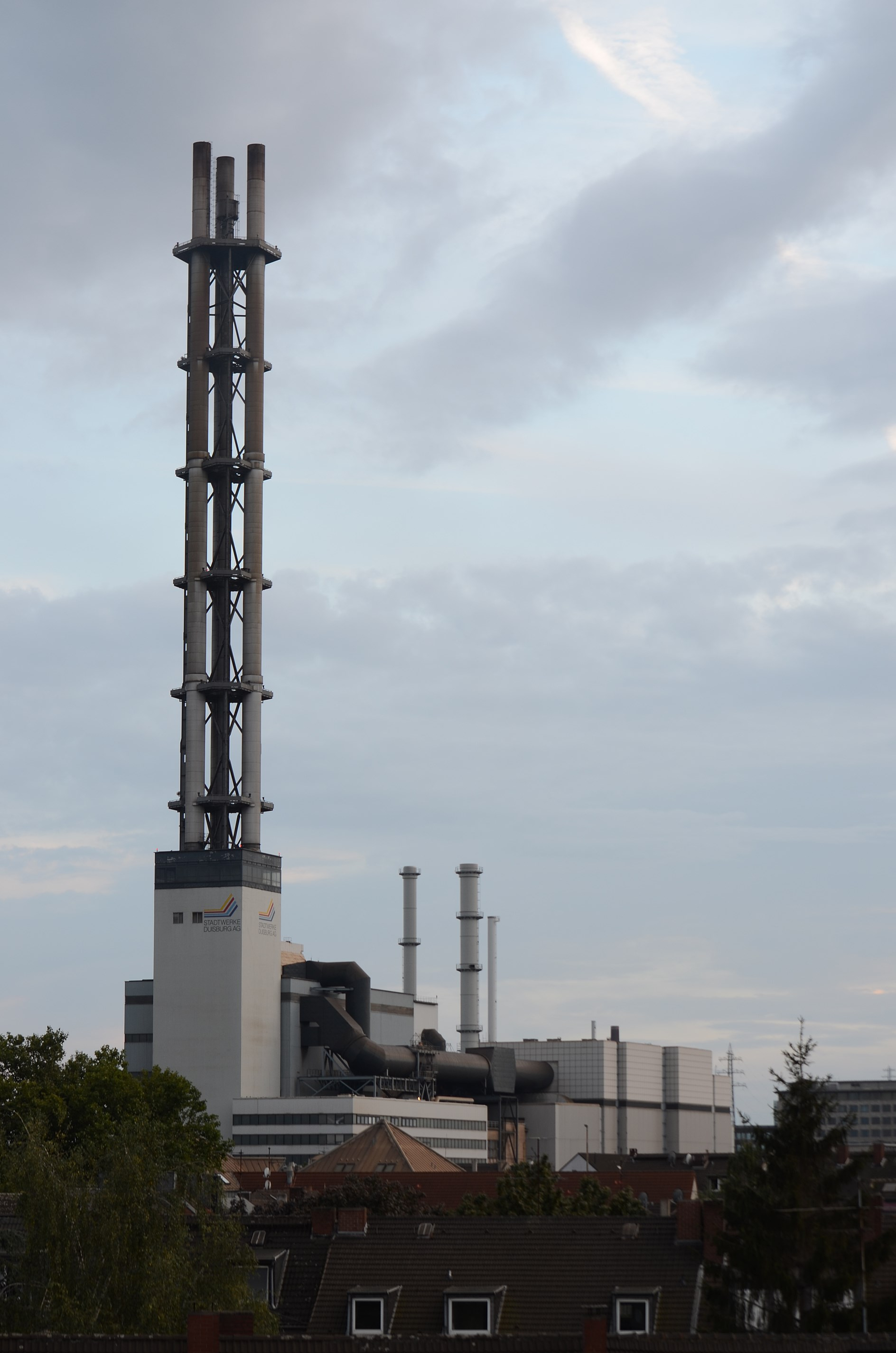
Stadtwerke-Turm
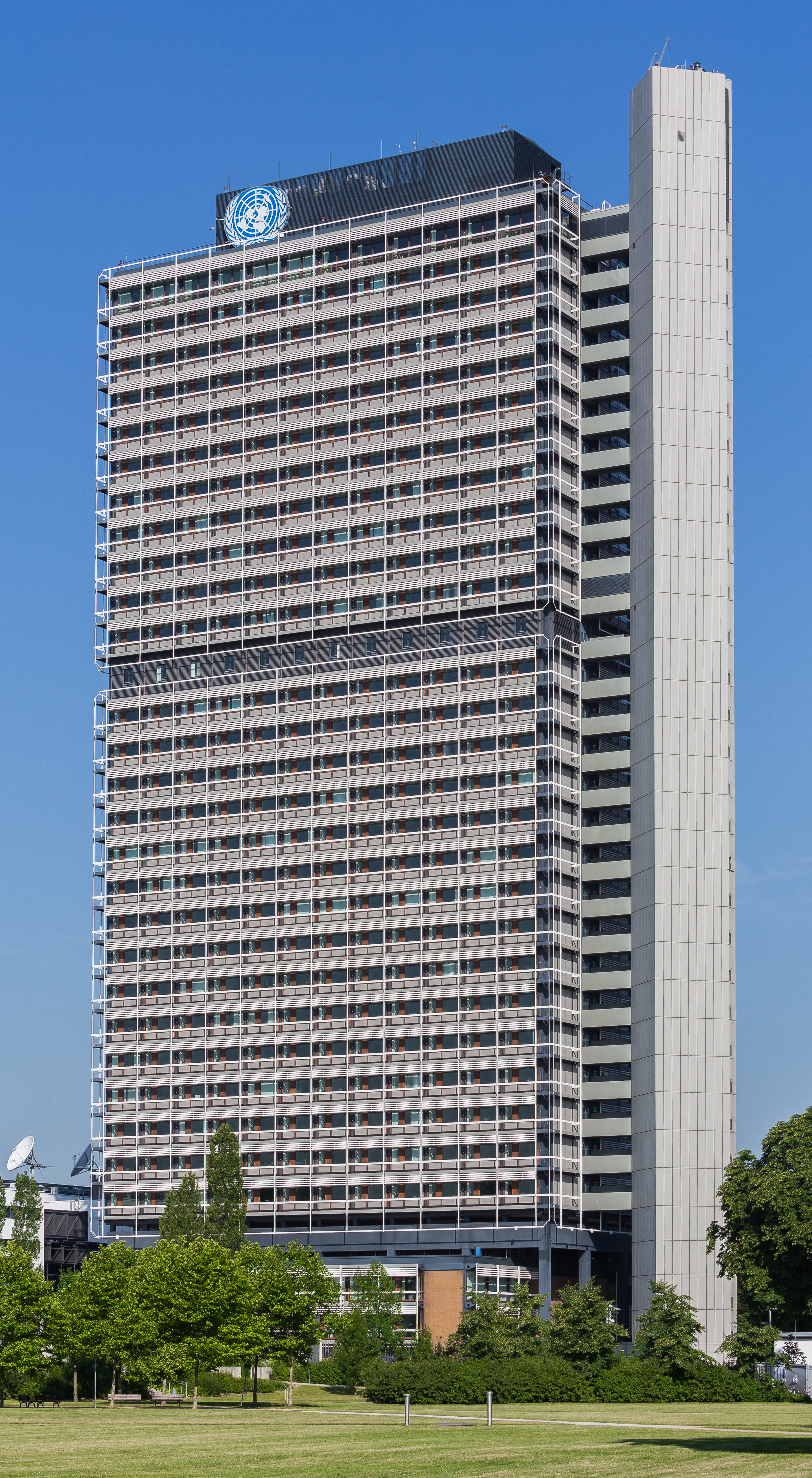
Langer Eugen
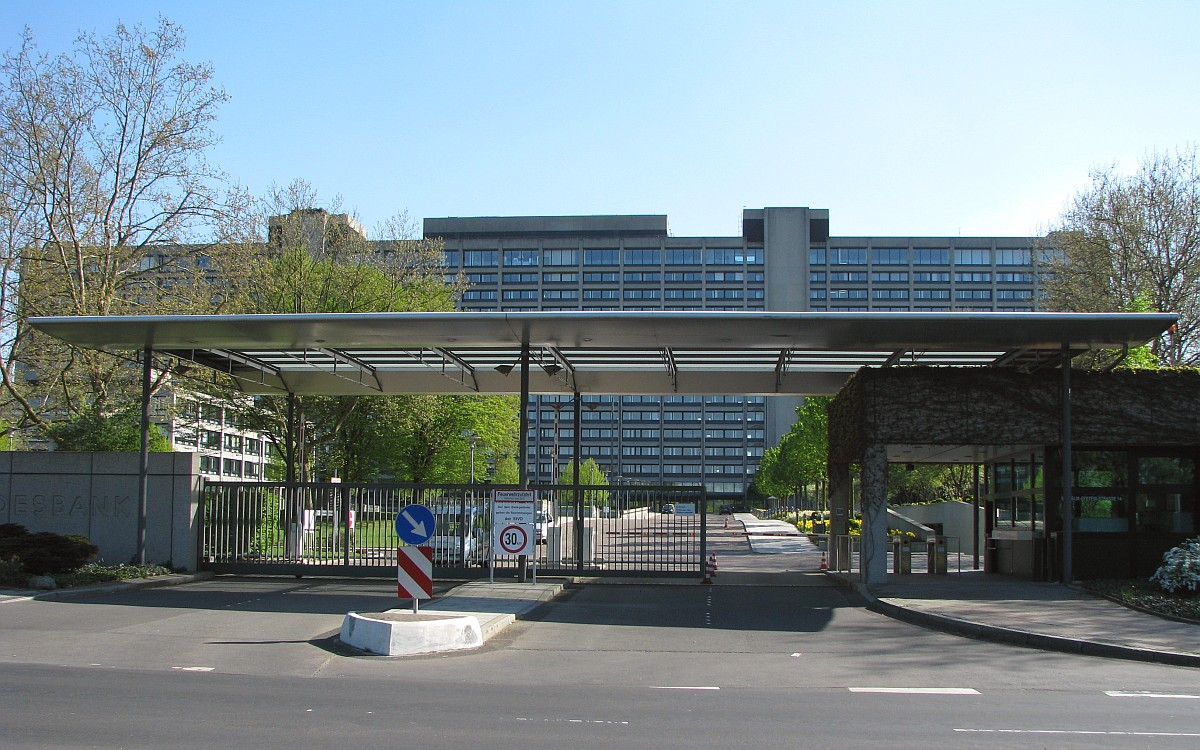
Deutsche Bundesbank
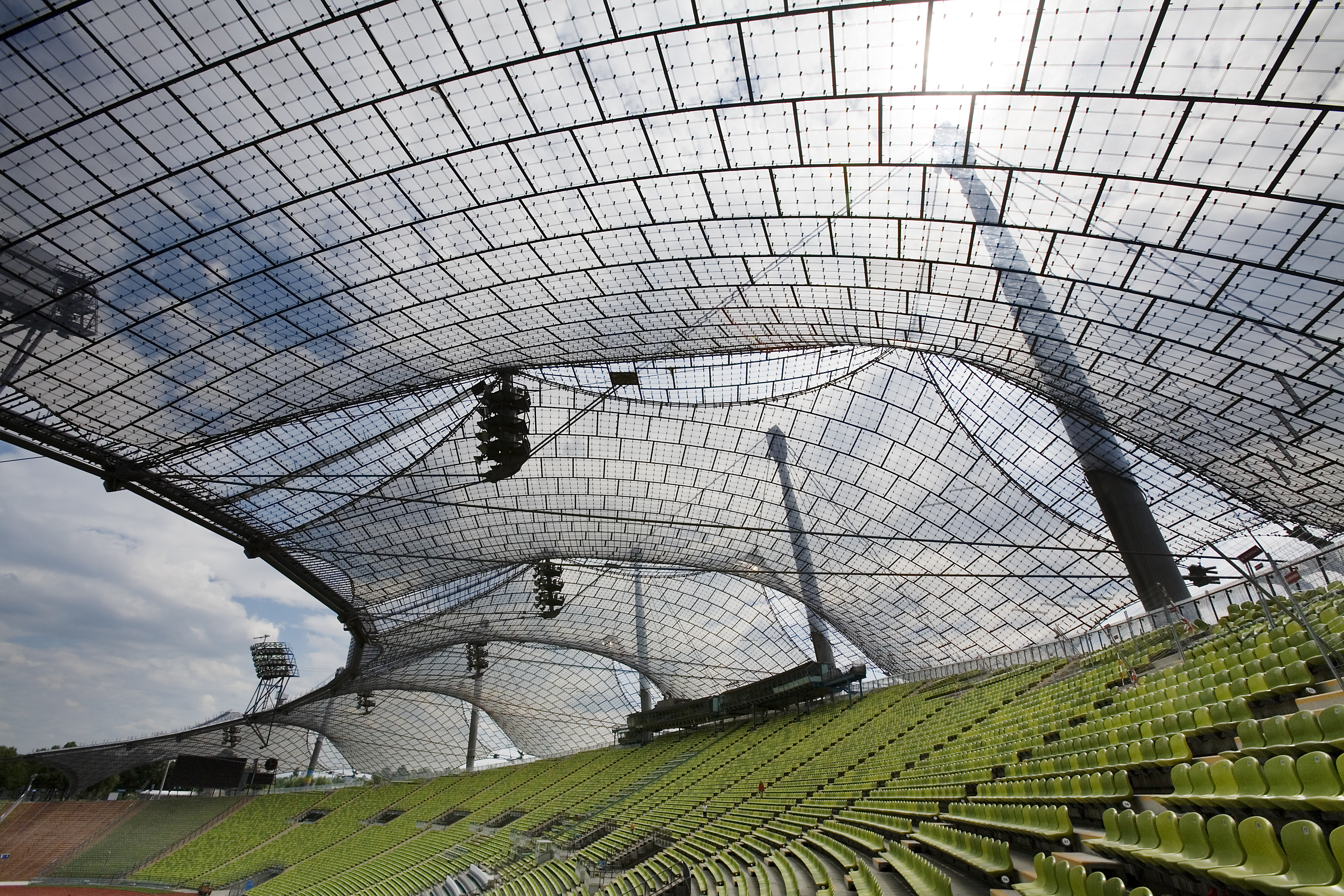
Olympiadach
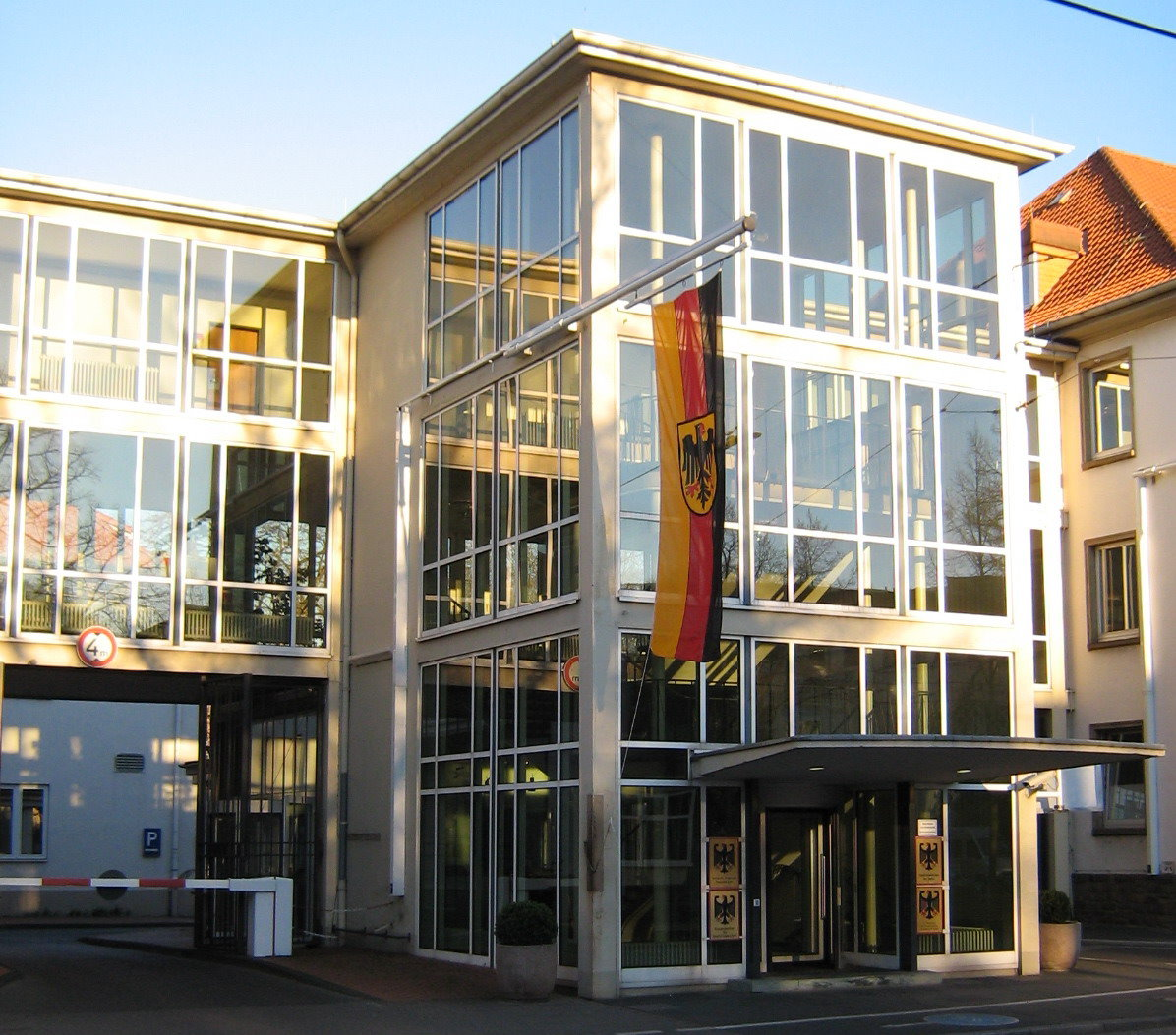
Bundesministerium des Innern, für Bau und Heimat Bonn
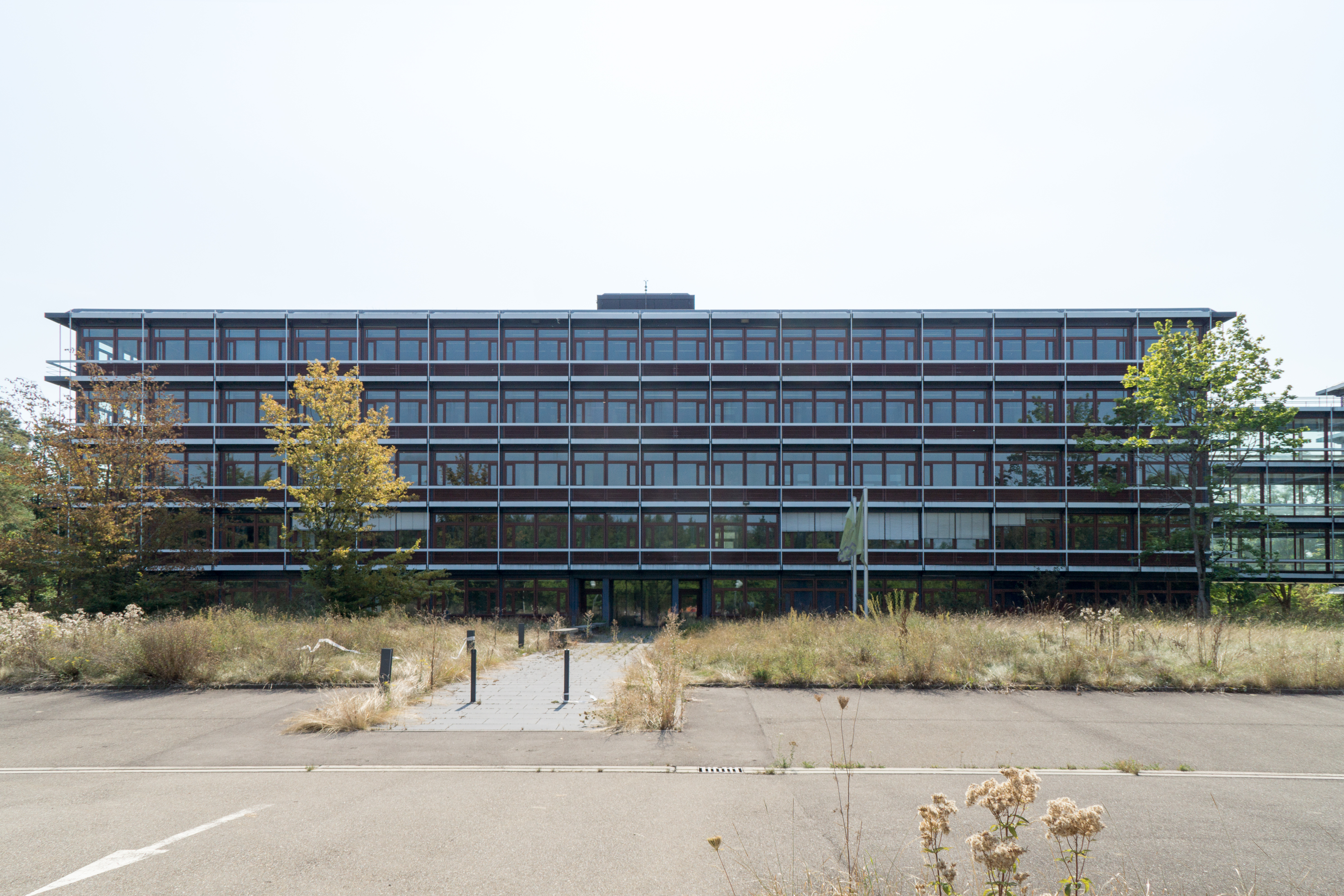
Eiermann-Campus
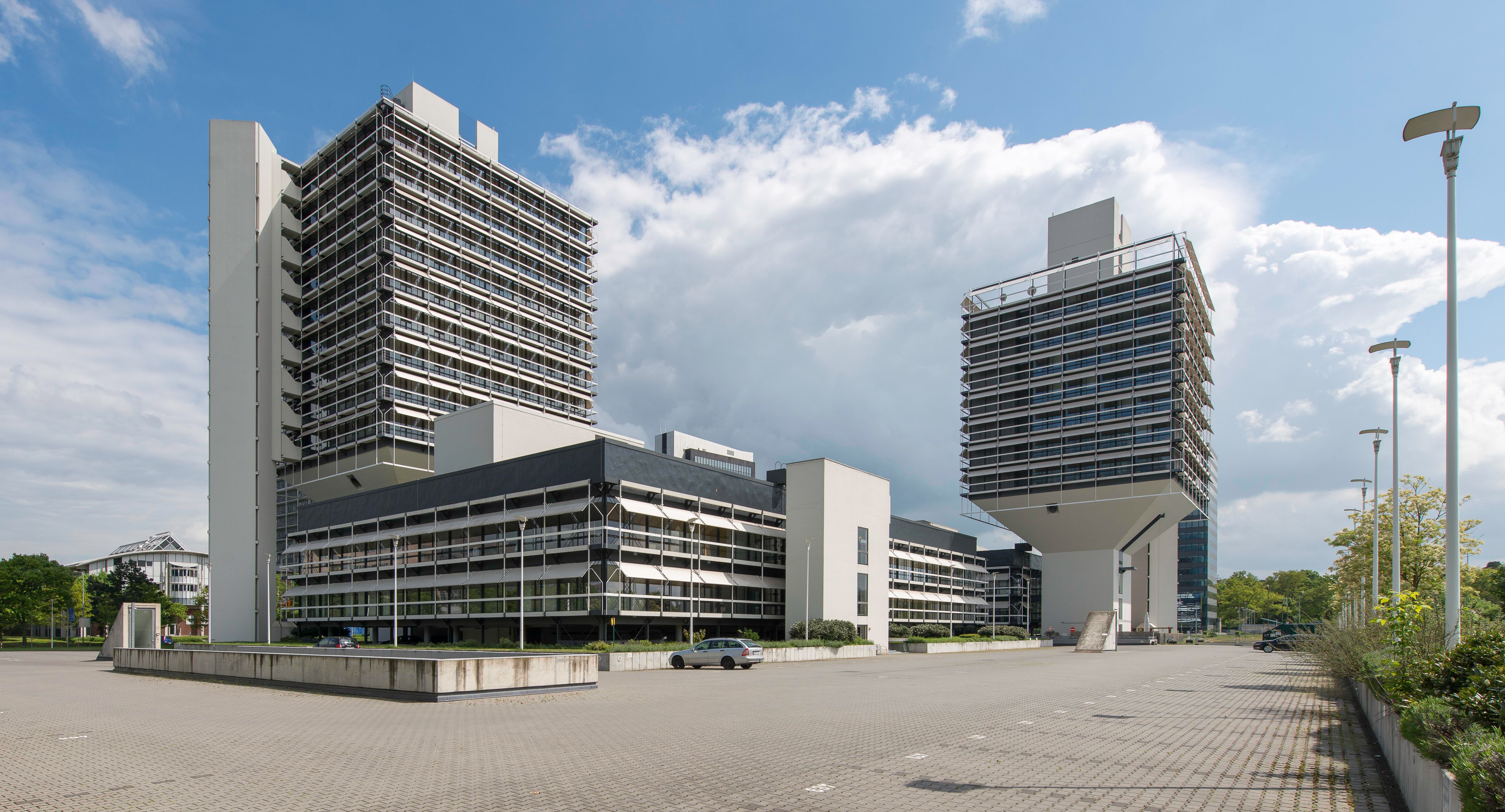
Verwaltungs- und Schulungszentrum Olivetti

## Ehrungen
- 1969: Goldener Stadtring der Stadt Duisburg[5]
- 1969: Stadtplakette der Stadt Duisburg[5]
- 1983: Bundesverdienstkreuz am Bande[5]

## Publikationen (Auswahl)
- Georg Lewenton: Les Pavillons de la République Fédérale Allemande à l’Exposition Universelle des Bruxelles, in: Acier = Stahl = Steel, Juni 1958, S. 241–246.
- Georg Lewenton: Die Stahlkonstruktion des Wilhelm-Lehmbruck-Museums der Stadt Duisburg, in: Der Stahlbau, 34. Jg. (1965), H. 8, S. 242–245.
- Georg Lewenton: Beratender Ingenieur und Architekt, in: Schriftenreihe des Vereins Beratender Ingenieure Nr. 7, Düsseldorf 1967.
- Georg Lewenton und Ernst Werner: Einführung in den Stahlhochbau, Teil 1, Düsseldorf: Werner-Verlag 1972, ISBN 3-80412-509-3.
- Georg Lewenton und Ernst Werner: Einführung in den Stahlhochbau, Teil 2, Düsseldorf: Werner-Verlag 1974, ISBN 3-80412-517-4.